# Draft de la NFL de 2016
El Draft de la NFL de 2016 fue la 81.ª edición de la reunión anual de selección de jugadores. Tuvo lugar los días 28, 29 y 30 de abril en el Auditorium Building de Grant Park, Chicago. Un total de 253 jugadores fueron seleccionados a lo largo de siete rondas. Los Tennessee Titans transfirieron la primera selección a Los Angeles Rams, la primera vez que ocurre desde 2001 cuando los San Diego Chargers cedieron su primera selección a los Atlanta Falcons, quienes escogieron a Michael Vick.

## Selecciones del Draft
|  |  | Indica jugador miembro del Pro Football Hall of Fame                                |
|  |  | Indica jugador que ha sido seleccionado por lo menos en un Pro Bowl y en el All-Pro |
|  |  | Indica jugador que ha sido seleccionado por lo menos en un Pro Bowl                 |
|  |  | Indica jugador que ha sido seleccionado por lo menos en un All-Pro                  |

| C  | Center            |     | CB                 | Cornerback |                   | DB | Defensive back   |  | DE | Defensive end |
| DL | Defensive lineman | DT  | Defensive tackle   | FB         | Fullback          | FS | Free safety      |  |    |               |
| G  | Guard             | HB  | Halfback           | ILB        | Inside linebacker | K  | Placekicker      |  |    |               |
| KR | Kick returner     | LB  | Linebacker         | LS         | Long snapper      | OT | Offensive tackle |  |    |               |
| OL | Offensive lineman | OLB | Outside linebacker | NT         | Nose tackle       | P  | Punter           |  |    |               |
| PR | Punt returner     | QB  | Quarterback        | RB         | Running back      | S  | Safety           |  |    |               |
| SS | Strong safety     | TB  | Tailback           | TE         | Tight end         | WR | Wide receiver    |  |    |               |

### Primera ronda

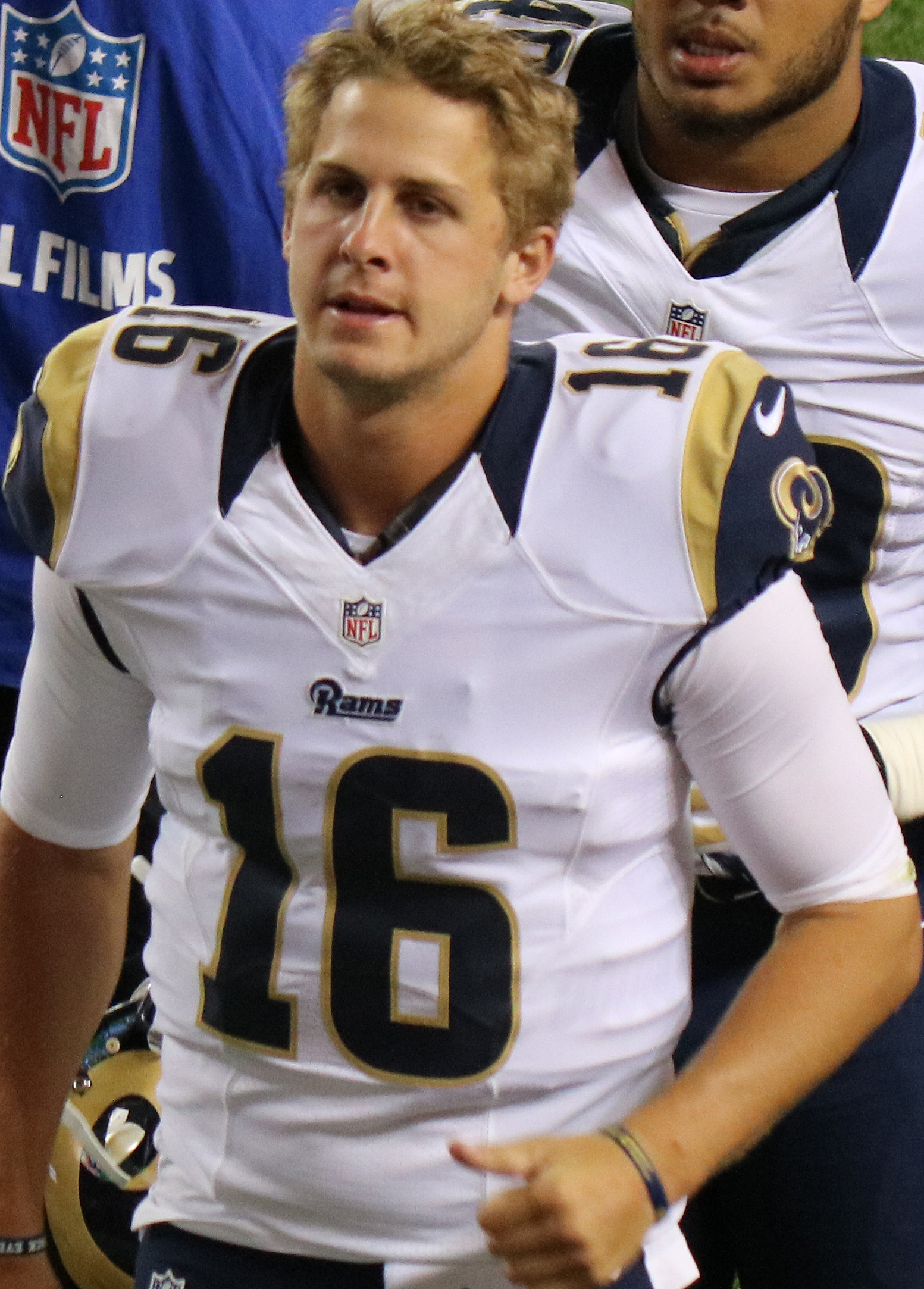
Jared Goff, n.º 1 del draft, elegido por Los Angeles Rams.

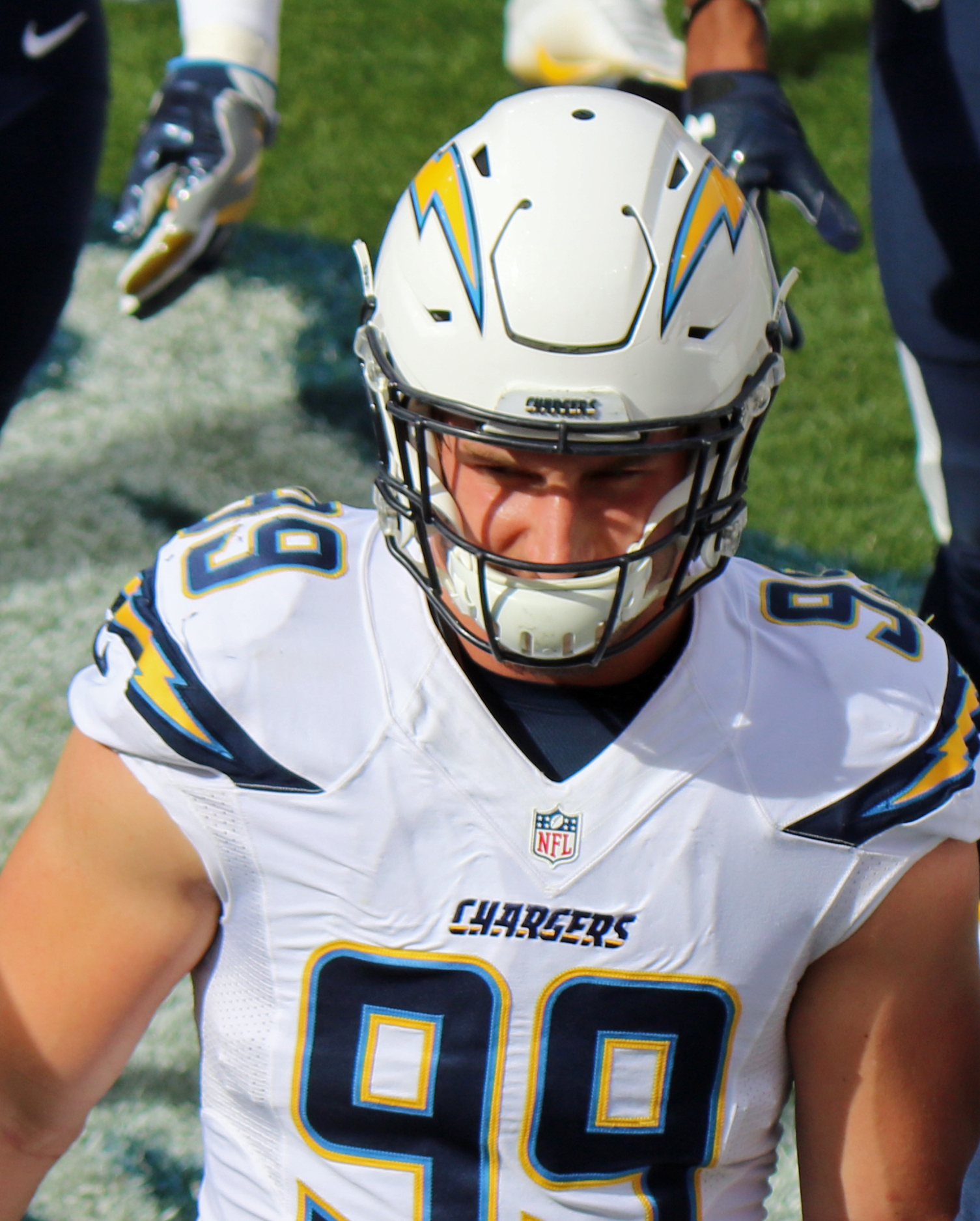
Joey Bosa, n.º 3 del draft, elegido como el Novato Defensivo del Año en la temporada 2016.

| Pick | Jugador               | Pos. | Equipo                                                    | Universidad        | Conf.                |
| ---- | --------------------- | ---- | --------------------------------------------------------- | ------------------ | -------------------- |
| 1    | Jared Goff            | QB   | Los Angeles Rams (desde Tennessee)                        | California         | Pac-12               |
| 2    | Carson Wentz          | QB   | Philadelphia Eagles (desde Cleveland)                     | North Dakota State | MVFC                 |
| 3    | Joey Bosa             | DE   | San Diego Chargers                                        | Ohio State         | Big Ten              |
| 4    | Ezekiel Elliott       | RB   | Dallas Cowboys                                            | Ohio State         | Big Ten              |
| 5    | Jalen Ramsey          | CB   | Jacksonville Jaguars                                      | Florida State      | ACC                  |
| 6    | Ronnie Stanley        | OT   | Baltimore Ravens                                          | Notre Dame         | Independiente (NCAA) |
| 7    | DeForest Buckner      | DE   | San Francisco 49ers                                       | Oregon             | Pac-12               |
| 8    | Jack Conklin          | OT   | Tennessee Titans (desde Miami via Filadelfia y Cleveland) | Michigan State     | Big Ten              |
| 9    | Leonard Floyd         | OLB  | Chicago Bears (desde Tampa Bay)                           | Georgia            | SEC                  |
| 10   | Eli Apple             | CB   | New York Giants                                           | Ohio State         | Big Ten              |
| 11   | Vernon Hargreaves III | CB   | Tampa Bay Buccaneers (desde Chicago)                      | Florida            | SEC                  |
| 12   | Sheldon Rankins       | DT   | New Orleans Saints                                        | Lousville          | ACC                  |
| 13   | Laremy Tunsil         | OT   | Miami Dolphins (desde Filadelfia)                         | Ole Miss           | SEC                  |
| 14   | Karl Joseph           | S    | Oakland Raiders                                           | West Virginia      | Big 12               |
| 15   | Corey Coleman         | WR   | Cleveland Browns (desde Los Ángeles via Tennessee)        | Baylor             | Big 12               |
| 16   | Taylor Decker         | OT   | Detroit Lions                                             | Ohio State         | Big Ten              |
| 17   | Keanu Neal            | S    | Atlanta Falcons                                           | Florida            | SEC                  |
| 18   | Ryan Kelly            | C    | Indianapolis Colts                                        | Alabama            | SEC                  |
| 19   | Shaq Lawson           | DE   | Buffalo Bills                                             | Clemson            | ACC                  |
| 20   | Darron Lee            | OLB  | New York Jets                                             | Ohio State         | Big Ten              |
| 21   | Will Fuller           | WR   | Houston Texans (desde Washington)                         | Notre Dame         | Independiente (NCAA) |
| 22   | Josh Doctson          | WR   | Washington Redskins (desde Houston)                       | TCU                | Big 12               |
| 23   | Laquon Treadwell      | WR   | Minnesota Vikings                                         | Ole Miss           | SEC                  |
| 24   | William Jackson III   | CB   | Cincinnati Bengals                                        | Houston            | The American         |
| 25   | Artie Burns           | CB   | Pittsburgh Steelers                                       | Miami (FL)         | ACC                  |
| 26   | Paxton Lynch          | QB   | Denver Broncos (desde Seattle)                            | Memphis            | The American         |
| 27   | Kenny Clark           | DT   | Green Bay Packers                                         | UCLA               | Pac-12               |
| 28   | Joshua Garnett        | G    | San Francisco 49ers (desde Kansas City)                   | Stanford           | Pac-12               |
| -    | Selección perdida     | -    | New England Patriots                                      | -                  | -                    |
| 29   | Robert Nkemdiche      | DT   | Arizona Cardinals                                         | Ole Miss           | SEC                  |
| 30   | Vernon Butler         | DT   | Carolina Panthers                                         | Louisiana Tech     | C-USA                |
| 31   | Germain Ifedi         | OT   | Seattle Seahawks (desde Denver)                           | Texas A&M          | SEC                  |

### Segunda ronda
| Pick | Jugador              | Pos. | Equipo                                              | Universidad       | Conf.                |
| ---- | -------------------- | ---- | --------------------------------------------------- | ----------------- | -------------------- |
| 32   | Emmanuel Ogbah       | DE   | Cleveland Browns                                    | Oklahoma State    | Big 12               |
| 33   | Kevin Dodd           | OLB  | Tennessee Titans                                    | Clemson           | ACC                  |
| 34   | Jaylon Smith         | OLB  | Dallas Cowboys                                      | Notre Dame        | Independiente (NCAA) |
| 35   | Hunter Henry         | TE   | San Diego Chargers                                  | Arkansas          | SEC                  |
| 36   | Myles Jack           | OLB  | Jacksonville Jaguars (desde Baltimore)              | UCLA              | Pac-12               |
| 37   | Chris Jones          | DT   | Kansas City Chiefs (desde San Francisco)            | Mississippi State | SEC                  |
| 38   | Xavien Howard        | CB   | Miami Dolphins (desde Jacksonville via Baltimore)   | Baylor            | Big 12               |
| 39   | Noah Spence          | DE   | Tampa Bay Buccaneers                                | Eastern Kentucky  | OVC                  |
| 40   | Sterling Shepard     | WR   | New York Giants                                     | Oklahoma          | Big 12               |
| 41   | Reggie Ragland       | ILB  | Buffalo Bills (desde Chicago)                       | Alabama           | SEC                  |
| 42   | Kamalei Correa       | LB   | Baltimore Ravens (desde Miami)                      | Boise State       | MW                   |
| 43   | Austin Johnson       | DT   | Tennessee Titans (desde Filadelfia via Los Ángeles) | Penn State        | Big Ten              |
| 44   | Jihad Ward           | DE   | Oakland Raiders                                     | Illinois          | Big Ten              |
| 45   | Derrick Henry        | RB   | Tennessee Titans (desde Los Ángeles)                | Alabama           | SEC                  |
| 46   | A'Shawn Robinson     | DT   | Detroit Lions                                       | Alabama           | SEC                  |
| 47   | Michael Thomas       | WR   | New Orleans Saints                                  | Ohio State        | Big Ten              |
| 48   | Jason Spriggs        | OT   | Green Bay Packers (desde Indianápolis)              | Indiana           | Big Ten              |
| 49   | Jarran Reed          | DT   | Seattle Seahawks (desde Buffalo via Chicago)        | Alabama           | SEC                  |
| 50   | Nick Martin          | C    | Houston Texans (desde Atlanta)                      | Notre Dame        | Independiente (NCAA) |
| 51   | Christian Hackenberg | QB   | New York Jets                                       | Penn State        | Big Ten              |
| 52   | Deion Jones          | LB   | Atlanta Falcons (desde Houston)                     | LSU               | SEC                  |
| 53   | Su'a Cravens         | LB   | Washington Redskins                                 | USC               | Pac-12               |
| 54   | Mackensie Alexander  | CB   | Minnesota Vikings                                   | Clemson           | ACC                  |
| 55   | Tyler Boyd           | WR   | Cincinnati Bengals                                  | Pittsburgh        | ACC                  |
| 56   | Cody Whitehair       | G    | Chicago Bears (desde Seattle)                       | Kansas State      | Big 12               |
| 57   | T. J. Green          | CB   | Indianapolis Colts (desde Green Bay)                | Clemson           | ACC                  |
| 58   | Sean Davis           | S    | Pittsburgh Steelers                                 | Maryland          | Big Ten              |
| 59   | Roberto Aguayo       | K    | Tampa Bay Buccaneers (desde Kansas City)            | Florida State     | ACC                  |
| 60   | Cyrus Jones          | CB   | New England Patriots                                | Alabama           | SEC                  |
| 61   | Vonn Bell            | S    | New Orleans Saints (desde Arizona via New England)  | Ohio State        | Big Ten              |
| 62   | James Bradberry      | CB   | Carolina Panthers                                   | Samford           | SoCon                |
| 63   | Adam Gotsis          | DT   | Denver Broncos                                      | Georgia Tech      | ACC                  |

### Tercera ronda
| Pick | Jugador             | Pos. | Equipo                                                       | Universidad          | Conf.                |
| ---- | ------------------- | ---- | ------------------------------------------------------------ | -------------------- | -------------------- |
| 64   | Kevin Byard         | S    | Tennessee Titans                                             | Middle Tennessee     | C-USA                |
| 65   | Carl Nassib         | DE   | Cleveland Browns                                             | Penn State           | Big Ten              |
| 66   | Max Tuerk           | C    | San Diego Chargers                                           | USC                  | Pac-12               |
| 67   | Maliek Collins      | DT   | Dallas Cowboys                                               | Nebraska             | Big Ten              |
| 68   | Will Redmond        | CB   | San Francisco 49ers                                          | Mississippi State    | SEC                  |
| 69   | Yannick Ngakoue     | DE   | Jacksonville Jaguars                                         | Maryland             | Big Ten              |
| 70   | Bronson Kaufusi     | DE   | Baltimore Ravens                                             | BYU                  | Independiente (NCAA) |
| 71   | Darian Thompson     | S    | New York Giants                                              | Boise State          | MW                   |
| 72   | Jonathan Bullard    | DT   | Chicago Bears                                                | Florida              | SEC                  |
| 73   | Kenyan Drake        | RB   | Miami Dolphins                                               | Alabama              | SEC                  |
| 74   | KeiVarae Russell    | CB   | Kansas City Chiefs (desde Tampa Bay)                         | Notre Dame           | Independiente (NCAA) |
| 75   | Shilique Calhoun    | DE   | Oakland Raiders                                              | Michigan State       | Big Ten              |
| 76   | Shon Coleman        | OT   | Cleveland Browns (desde Los Ángeles via Tennessee)           | Auburn               | SEC                  |
| 77   | Daryl Worley        | CB   | Carolina Panthers (desde Detroit via Filadelfia y Cleveland) | West Virginia        | Big 12               |
| 78   | Joe Thuney          | G    | New England Patriots (desde New Orleans)                     | North Carolina State | ACC                  |
| 79   | Isaac Seumalo       | C    | Philadelphia Eagles                                          | Oregon State         | Pac-12               |
| 80   | Adolphus Washington | DT   | Buffalo Bills                                                | Ohio State           | Big Ten              |
| 81   | Austin Hooper       | TE   | Atlanta Falcons                                              | Stanford             | Pac-12               |
| 82   | Le'Raven Clark      | OT   | Indianapolis Colts                                           | Texas Tech           | Big 12               |
| 83   | Jordan Jenkins      | OLB  | New York Jets                                                | Georgia              | SEC                  |
| 84   | Kendall Fuller      | CB   | Washington Redskins                                          | Virginia Tech        | ACC                  |
| 85   | Braxton Miller      | WR   | Houston Texans                                               | Ohio State           | Big Ten              |
| 86   | Leonte Carroo       | WR   | Miami Dolphins (desde Minnesota)                             | Rutgers              | Big Ten              |
| 87   | Nick Vigil          | ILB  | Cincinnati Bengals                                           | Utah State           | MW                   |
| 88   | Kyler Fackrell      | OLB  | Green Bay Packers                                            | Utah State           | MW                   |
| 89   | Javon Hargrave      | DT   | Pittsburgh Steelers                                          | South Carolina State | MEAC                 |
| 90   | C. J. Prosise       | RB   | Seattle Seahawks                                             | Notre Dame           | Independiente (NCAA) |
| -    | Selección perdida   | -    | Kansas City Chiefs                                           | -                    | -                    |
| 91   | Jacoby Brissett     | QB   | New England Patriots                                         | North Carolina State | ACC                  |
| 92   | Brandon Williams    | CB   | Arizona Cardinals                                            | Texas A&M            | SEC                  |
| 93   | Cody Kessler        | QB   | Cleveland Browns (desde Carolina)                            | USC                  | Pac-12               |
| 94   | Nick Vannett        | TE   | Seattle Seahawks (desde Denver)                              | Ohio State           | Big Ten              |
| 95   | Graham Glasgow      | C    | Detroit Lions                                                | Michigan             | Big Ten              |
| 96   | Vincent Valentine   | DT   | New England Patriots                                         | Nebraska             | Big Ten              |
| 97   | Rees Odhiambo       | OT   | Seattle Seahawks                                             | Boise State          | MW                   |
| 98   | Justin Simmons      | S    | Denver Broncos                                               | Boston College       | ACC                  |

### Cuarta ronda

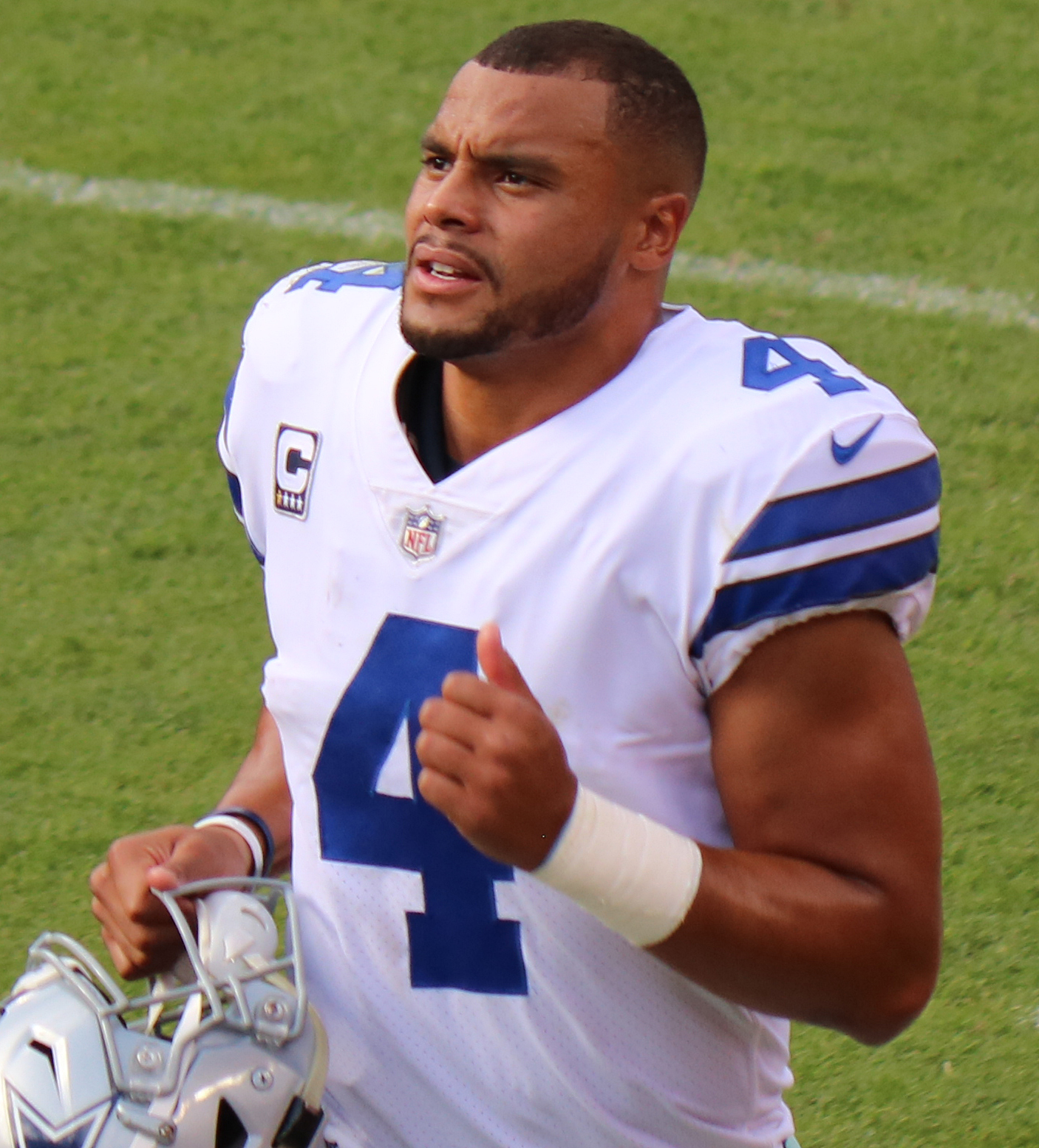
Dak Prescott, nº 135 del draft, elegido como el Novato Ofensivo del Año en la temporada 2016.

| Pick | Jugador            | Pos. | Equipo                                                       | Universidad            | Conf.                |
| ---- | ------------------ | ---- | ------------------------------------------------------------ | ---------------------- | -------------------- |
| 99   | Joe Schobert       | OLB  | Cleveland Browns                                             | Wisconsin              | Big Ten              |
| 100  | Connor Cook        | QB   | Oakland Raiders (desde Tennessee via Filadelfia y Cleveland) | Michigan State         | Big Ten              |
| 101  | Charles Tapper     | DE   | Dallas Cowboys                                               | Oklahoma               | Big 12               |
| 102  | Joshua Perry       | OLB  | San Diego Chargers                                           | Ohio State             | Big Ten              |
| 103  | Sheldon Day        | DT   | Jacksonville Jaguars                                         | Notre Dame             | Independiente (NCAA) |
| 104  | Tavon Young        | CB   | Baltimore Ravens                                             | Temple                 | The American         |
| 105  | Parker Ehinger     | G    | Kansas City Chiefs (desde San Francisco)                     | Cincinnati             | The American         |
| 106  | Eric Murray        | CB   | Kansas City Chiefs (desde Chicago via Tampa Bay)             | Minnesota              | Big Ten              |
| 107  | Chris Moore        | WR   | Baltimore Ravens (desde Miami)                               | Cincinnati             | The American         |
| 108  | Ryan Smith         | CB   | Tampa Bay Buccaneers                                         | North Carolina Central | MEAC                 |
| 109  | B. J. Goodson      | ILB  | New York Giants                                              | Clemson                | ACC                  |
| 110  | Tyler Higbee       | TE   | Los Angeles Rams                                             | Western Kentucky       | C-USA                |
| 111  | Miles Killebrew    | S    | Detroit Lions                                                | Southern Utah          | Big Sky              |
| 112  | Malcolm Mitchell   | WR   | New England Patriots (desde Nueva Orleans)                   | Georgia                | SEC                  |
| 113  | Nick Kwiatkoski    | ILB  | Chicago Bears (desde Filadelfia via Tennessee y Los Ángeles) | West Virginia          | Big 12               |
| 114  | Ricardo Louis      | WR   | Cleveland Browns (desde Oakland)                             | Auburn                 | SEC                  |
| 115  | De'Vondre Campbell | OLB  | Atlanta Falcons                                              | Minnesota              | Big Ten              |
| 116  | Hassan Ridgeway    | DT   | Indianapolis Colts                                           | Texas                  | Big 12               |
| 117  | Pharoh Cooper      | WR   | Los Angeles Rams (desde Buffalo via Chicago)                 | South Carolina         | SEC                  |
| 118  | Juston Burris      | CB   | New York Jets                                                | North Carolina State   | ACC                  |
| 119  | Tyler Ervin        | RB   | Houston Texans                                               | San Jose State         | MW                   |
| 120  | David Onyemata     | DT   | New Orleans Saints (desde Washington)                        | Manitoba               | CWUAA                |
| 121  | Willie Beavers     | G    | Minnesota Vikings                                            | Western Michigan       | MAC                  |
| 122  | Andrew Billings    | DT   | Cincinnati Bengals                                           | Baylor                 | Big 12               |
| 123  | Jerald Hawkins     | OT   | Pittsburgh Steelers                                          | LSU                    | SEC                  |
| 124  | Deon Bush          | S    | Chicago Bears (desde Seattle)                                | Miami (FL)             | ACC                  |
| 125  | Antonio Morrison   | OLB  | Indianapolis Colts (desde Green Bay)                         | Florida                | SEC                  |
| 126  | Demarcus Robinson  | WR   | Kansas City Chiefs                                           | Florida                | SEC                  |
| 127  | Deiondre' Hall     | S    | Chicago Bears (desde Nueva Inglaterra)                       | Northern Iowa          | MVFC                 |
| 128  | Evan Boehm         | C    | Arizona Cardinals                                            | Missouri               | SEC                  |
| 129  | Derrick Kindred    | S    | Cleveland Browns (desde Carolina)                            | TCU                    | Big 12               |
| 130  | Alex Lewis         | OT   | Baltimore Ravens (desde Denver)                              | Nebraska               | Big Ten              |
| 131  | Blake Martinez     | ILB  | Green Bay Packers                                            | Stanford               | Pac-12               |
| 132  | Willie Henry       | DT   | Baltimore Ravens                                             | Michigan               | Big Ten              |
| 133  | Rashard Robinson   | CB   | San Francisco 49ers                                          | LSU                    | SEC                  |
| 134  | Kenneth Dixon      | RB   | Baltimore Ravens                                             | Louisiana Tech         | C-USA                |
| 135  | Dak Prescott       | QB   | Dallas Cowboys                                               | Mississippi State      | SEC                  |
| 136  | Devontae Booker    | RB   | Denver Broncos                                               | Utah                   | Pac-12               |
| 137  | Dean Lowry         | DE   | Green Bay Packers                                            | Northwestern           | Big Ten              |
| 138  | Seth DeValve       | TE   | Cleveland Browns                                             | Princeton              | Ivy League           |
| 139  | Cardale Jones      | QB   | Buffalo Bills                                                | Ohio State             | Big Ten              |

### Quinta ronda
| Pick | Jugador               | Pos. | Equipo                                              | Universidad        | Conf.        |
| ---- | --------------------- | ---- | --------------------------------------------------- | ------------------ | ------------ |
| 140  | Tajae Sharpe          | WR   | Tennessee Titans                                    | UMass              | MAC          |
| 141  | Zack Sanchez          | CB   | Carolina Panthers (desde Cleveland)                 | Oklahoma           | Big 12       |
| 142  | Ronald Blair          | DE   | San Francisco 49ers (desde San Diego)               | Appalachian State  | Sun Belt     |
| 143  | DeAndré Washington    | RB   | Oakland Raiders (desde Dallas)                      | Texas Tech         | Big 12       |
| 144  | Connor McGovern       | G    | Denver Broncos (desde Baltimore)                    | Missouri           | SEC          |
| 145  | John Theus            | OT   | San Francisco 49ers                                 | Georgia            | SEC          |
| 146  | Matt Judon            | DE   | Baltimore Ravens (desde Jacksonville)               | Grand Valley State | GLIAC        |
| 147  | Quinton Jefferson     | DT   | Seattle Seahawks (desde Miami via Nueva Inglaterra) | Maryland           | Big Ten      |
| 148  | Caleb Benenoch        | OT   | Tampa Bay Buccaneers                                | UCLA               | Pac-12       |
| 149  | Paul Perkins          | RB   | New York Giants                                     | UCLA               | Pac-12       |
| 150  | Jordan Howard         | RB   | Chicago Bears                                       | Indiana            | Big Ten      |
| 151  | Joe Dahl              | G    | Detroit Lions                                       | Washington State   | Pac-12       |
| 152  | Matt Ioannidis        | DT   | Washington Redskins (desde Nueva Inglaterra)        | Temple             | The American |
| 153  | Wendell Smallwood     | RB   | Philadelphia Eagles                                 | West Virginia      | Big 12       |
| 154  | Jordan Payton         | WR   | Cleveland Browns (desde Oakland)                    | UCLA               | Pac-12       |
| -    | Selección perdida     | -    | Los Angeles Rams                                    | -                  | -            |
| 155  | Joe Haeg              | OT   | Indianapolis Colts                                  | North Dakota State | MVFC         |
| 156  | Jonathan Williams     | RB   | Buffalo Bills                                       | Arkansas           | SEC          |
| -    | Selección perdida     | -    | Atlanta Falcons                                     | -                  | -            |
| 157  | LeShaun Sims          | CB   | Tennessee Titans (desde NY Jets via Denver)         | Southern Utah      | Big Sky      |
| 158  | Brandon Shell         | OT   | New York Jets (desde Washington)                    | South Carolina     | SEC          |
| 159  | K. J. Dillon          | S    | Houston Texans                                      | West Virginia      | Big 12       |
| 160  | Kentrell Brothers     | ILB  | Minnesota Vikings                                   | Missouri           | SEC          |
| 161  | Christian Westerman   | G    | Cincinnati Bengals                                  | Arizona State      | Pac-12       |
| 162  | Kevin Hogan           | QB   | Kansas City Chiefs (desde Seattle)                  | Stanford           | Pac-12       |
| 163  | Trevor Davis          | WR   | Green Bay Packers                                   | California         | Pac-12       |
| 164  | Halapoulivaati Vaitai | OT   | Philadelphia Eagles (desde Pittsburgh)              | TCU                | Big 12       |
| 165  | Tyreek Hill           | WR   | Kansas City Chiefs                                  | West Alabama       | Gulf South   |
| 166  | D. J. Reader          | DT   | Houston Texans (desde Nueva Inglaterra)             | Clemson            | ACC          |
| 167  | Marqui Christian      | S    | Arizona Cardinals                                   | Midwestern State   | Lone Star    |
| 168  | Spencer Drango        | OT   | Cleveland Browns (desde Carolina)                   | Baylor             | Big 12       |
| 169  | Antwione Williams     | OLB  | Detroit Lions (desde Denver)                        | Georgia Southern   | Sun Belt     |
| 170  | Cole Toner            | OT   | Arizona Cardinals                                   | Harvard            | Ivy League   |
| 171  | Alex Collins          | RB   | Seattle Seahawks                                    | Arkansas           | SEC          |
| 172  | Rashard Higgins       | WR   | Cleveland Browns                                    | Colorado State     | MW           |
| 173  | Trey Caldwell         | CB   | Cleveland Browns                                    | Louisiana-Monroe   | Sun Belt     |
| 174  | Fahn Cooper           | OT   | San Francisco 49ers                                 | Ole Miss           | SEC          |
| 175  | Jatavis Brown         | OLB  | San Diego Chargers                                  | Akron              | MAC          |

### Sexta ronda
| Pick | Jugador                | Pos. | Equipo                                                                      | Universidad            | Conf.                  |
| ---- | ---------------------- | ---- | --------------------------------------------------------------------------- | ---------------------- | ---------------------- |
| 176  | Andy Janovich          | FB   | Denver Broncos (desde Cleveland via Tennessee)                              | Nebraska               | Big Ten                |
| 177  | Temarrick Hemingway    | TE   | Los Angeles Rams (desde Tennessee)                                          | South Carolina State   | MEAC                   |
| 178  | D. J. White            | CB   | Kansas City Chiefs (desde Dallas via San Francisco)                         | Georgia Tech           | ACC                    |
| 179  | Drew Kaser             | P    | San Diego Chargers                                                          | Texas A&M              | SEC                    |
| 180  | Moritz Böhringer       | WR   | Minnesota Vikings (desde San Francisco)                                     | -                      | German Football League |
| 181  | Tyrone Holmes          | DE   | Jacksonville Jaguars                                                        | Montana                | Big Sky                |
| 182  | Keenan Reynolds        | WR   | Baltimore Ravens                                                            | Navy                   | The American           |
| 183  | Devante Bond           | OLB  | Tampa Bay Buccaneers                                                        | Oklahoma               | Big 12                 |
| 184  | Jerell Adams           | TE   | New York Giants                                                             | South Carolina         | SEC                    |
| 185  | DeAndre Houston-Carson | CB   | Chicago Bears                                                               | William & Mary         | CAA                    |
| 186  | Jakeem Grant           | WR   | Miami Dolphins (desde Miami via Minnesota)                                  | Texas Tech             | Big 12                 |
| 187  | Nate Sudfeld           | QB   | Washington Redskins (desde Nueva Orleans)                                   | Indiana                | Big Ten                |
| 188  | David Morgan II        | TE   | Minnesota Vikings (desde Filadelfia)                                        | UTSA                   | C-USA                  |
| 189  | Anthony Brown          | CB   | Dallas Cowboys (desde Oakland)                                              | Purdue                 | Big Ten                |
| 190  | Josh Forrest           | LB   | Los Angeles Rams                                                            | Kentucky               | SEC                    |
| 191  | Jake Rudock            | QB   | Detroit Lions                                                               | Michigan               | Big Ten                |
| 192  | Kolby Listenbee        | WR   | Buffalo Bills                                                               | TCU                    | Big 12                 |
| 193  | Sebastian Tretola      | G    | Tennessee Titans (desde Atlanta)                                            | Arkansas               | SEC                    |
| 194  | Cory James             | LB   | Oakland Raiders (desde Indianápolis)                                        | Colorado State         | MW                     |
| 195  | Wes Schweitzer         | G    | Atlanta Falcons (desde NY Jets via Houston)                                 | San Jose State         | MW                     |
| 196  | Blake Countess         | CB   | Philadelphia Eagles (desde Houston via Nueva Inglaterra, Miami y Minnesota) | Auburn                 | SEC                    |
| 197  | Dan Vitale             | FB   | Tampa Bay Buccaneers (desde Washington)                                     | Northwestern           | Big Ten                |
| 198  | Derek Watt             | FB   | San Diego Chargers (desde Minnesota)                                        | Wisconsin              | Big Ten                |
| 199  | Cody Core              | WR   | Cincinnati Bengals                                                          | Ole Miss               | SEC                    |
| 200  | Kyle Murphy            | OT   | Green Bay Packers                                                           | Stanford               | Pac-12                 |
| 201  | Brandon Allen          | QB   | Jacksonville Jaguars (desde Pittsburgh)                                     | Arkansas               | SEC                    |
| 202  | Anthony Zettel         | DE   | Detroit Lions (desde Seattle)                                               | Penn State             | Big Ten                |
| 203  | Dadi Nicolas           | OLB  | Kansas City Chiefs                                                          | Virginia Tech          | ACC                    |
| 204  | Jordan Lucas           | SS   | Miami Dolphins (desde Nueva Inglaterra via Chicago y Nueva Inglaterra)      | Penn State             | Big Ten                |
| 205  | Harlan Miller          | CB   | Arizona Cardinals                                                           | Southeastern Louisiana | Southland              |
| 206  | Mike Thomas            | WR   | Los Angeles Rams (desde Carolina via Chicago)                               | Southern Miss          | C-USA                  |
| 207  | Jeff Driskel           | QB   | San Francisco 49ers (desde Denver)                                          | Louisiana Tech         | C-USA                  |
| 208  | Kamu Grugier-Hill      | LB   | New England Patriots                                                        | Eastern Illinois       | OVC                    |
| 209  | Maurice Canady         | CB   | Baltimore Ravens                                                            | Virginia               | ACC                    |
| 210  | Jimmy Landes           | LS   | Detroit Lions                                                               | Baylor                 | Big 12                 |
| 211  | Kelvin Taylor          | RB   | San Francisco 49ers                                                         | Florida                | SEC                    |
| 212  | Kavon Frazier          | S    | Dallas Cowboys                                                              | Central Michigan       | MAC                    |
| 213  | Aaron Burbridge        | WR   | San Francisco 49ers                                                         | Michigan State         | Big Ten                |
| 214  | Elandon Roberts        | ILB  | New England Patriots                                                        | Houston                | The American           |
| 215  | Joey Hunt              | C    | Seattle Seahawks                                                            | TCU                    | Big 12                 |
| 216  | Darius Jackson         | RB   | Dallas Cowboys                                                              | Eastern Michigan       | MAC                    |
| 217  | Rico Gathers           | TE   | Dallas Cowboys                                                              | Baylor                 | Big 12                 |
| 218  | Kevon Seymour          | CB   | Buffalo Bills                                                               | USC                    | Pac-12                 |
| 219  | Will Parks             | S    | Denver Broncos                                                              | Arizona                | Pac-12                 |
| 220  | Travis Feeney          | OLB  | Pittsburgh Steelers                                                         | Washington             | Pac-12                 |
| 221  | Ted Karras             | G    | New England Patriots                                                        | Illinois               | Big Ten                |

### Séptima ronda
| Pick | Jugador               | Pos. | Equipo                                                 | Universidad       | Conf.        |
| ---- | --------------------- | ---- | ------------------------------------------------------ | ----------------- | ------------ |
| 222  | Aaron Wallace Jr.     | OLB  | Tennessee Titans                                       | UCLA              | Pac-12       |
| 223  | Brandon Doughty       | QB   | Miami Dolphins (desde Cleveland)                       | Western Kentucky  | C-USA        |
| 224  | Donavon Clark         | G    | San Diego Chargers                                     | Michigan State    | Big Ten      |
| 225  | Devin Lucien          | WR   | [New England Patriots]] (desde Dallas via Seattle)     | Arizona State     | Pac-12       |
| 226  | Jonathan Woodard      | DE   | Jacksonville Jaguars                                   | Central Arkansas  | Southland    |
| 227  | Stephen Weatherly     | OLB  | Minnesota Vikings (desde Baltimore via Miami)          | Vanderbilt        | SEC          |
| 228  | Riley Dixon           | P    | Denver Broncos (desde San Francisco)                   | Syracuse          | ACC          |
| 229  | Demarcus Ayers        | WR   | Pittsburgh Steelers (desde NY Giants)                  | Houston           | The American |
| 230  | Daniel Braverman      | WR   | Chicago Bears                                          | Western Michigan  | MAC          |
| 231  | Thomas Duarte         | TE   | Miami Dolphins                                         | UCLA              | Pac-12       |
| 232  | Steven Daniels        | ILB  | Washington Redskins (desde Tampa Bay)                  | Boston College    | ACC          |
| 233  | Jalen Mills           | FS   | Philadelphia Eagles                                    | LSU               | SEC          |
| 234  | Vadal Alexander       | G    | Oakland Raiders                                        | LSU               | SEC          |
| 235  | Lachlan Edwards       | P    | New York Jets (desde Los Ángeles via Houston y Denver) | Sam Houston State | Southland    |
| 236  | Dwayne Washington     | RB   | Detroit Lions                                          | Washington        | Pac-12       |
| 237  | Daniel Lasco          | RB   | New Orleans Saints                                     | California        | Pac-12       |
| 238  | Devin Fuller          | WR   | Atlanta Falcons                                        | UCLA              | Pac-12       |
| 239  | Trevor Bates          | LB   | Indianapolis Colts                                     | Maine             | CAA          |
| 240  | Alex McCalister       | DE   | Philadelphia Eagles (desde Buffalo via Minnesota)      | Florida           | SEC          |
| 241  | Charone Peake         | WR   | New York Jets                                          | Clemson           | ACC          |
| 242  | Keith Marshall        | RB   | Washington Redskins                                    | Georgia           | SEC          |
| 243  | Kenny Lawler          | WR   | Seattle Seahawks (desde Houston via Nueva Inglaterra)  | California        | Pac-12       |
| 244  | Jayron Kearse         | S    | Minnesota Vikings                                      | Clemson           | ACC          |
| 245  | Clayton Fejedelem     | S    | Cincinnati Bengals                                     | Illinois          | Big Ten      |
| 246  | Tyler Matakevich      | OLB  | Pittsburgh Steelers                                    | Temple            | The American |
| 247  | Zac Brooks            | RB   | Seattle Seahawks                                       | Clemson           | ACC          |
| 248  | Austin Blythe         | C    | Indianapolis Colts (desde Green Bay)                   | Iowa              | Big Ten      |
| 249  | Prince Charles Iworah | CB   | San Francisco 49ers (desde Kansas City)                | Western Kentucky  | C-USA        |
| 250  | Scooby Wright         | LB   | Cleveland Browns (desde Nueva Inglaterra via Miami)    | Arizona           | Pac-12       |
| 251  | Joe Walker            | ILB  | Philadelphia Eagles (desde Arizona)                    | Oregon            | Pac-12       |
| 252  | Beau Sandland         | TE   | Carolina Panthers                                      | Montana State     | Big Sky      |
| 253  | Kalan Reed            | CB   | Tennessee Titans (desde Denver)                        | Southern Miss     | C-USA        |

## Jugadores notables no seleccionados
| Jugador              | Pos. | Equipo original      | Universidad    | Conf.        | Notas                                                                   |
| -------------------- | ---- | -------------------- | -------------- | ------------ | ----------------------------------------------------------------------- |
| Brian Poole          | CB   | Atlanta Falcons      | Florida        | SEC          | Titular en el Super Bowl LI                                             |
| Michael Pierce       | DT   | Baltimore Ravens     | Samford        | SoCon        | Titular de los Baltimore Ravens                                         |
| Wil Lutz             | K    | Baltimore Ravens     | Georgia State  | Sun Belt     | 28 de 34 (FG%: 82.4) en 2016                                            |
| Glenn Gronkowski     | FB   | Buffalo Bills        | Kansas State   | Big 12       | Hermano del TE Rob Gronkowski                                           |
| Alex Erickson        | WR   | Cincinnati Bengals   | Wisconsin      | Big Ten      | 810 yardas de devolución en 2016 - lideró la NFL                        |
| Cole Wick            | TE   | Detroit Lions        | Incarnate Word | Southland    | TE de los Detroit Lions                                                 |
| Briean Boddy-Calhoun | CB   | Jacksonville Jaguars | Minnesota      | Big Ten      | 6 inicios con 43 tacleadas, 1 captura y 3 intercepciones (1 anotación)  |
| Mike Hilton          | CB   | Jacksonville Jaguars | Ole Miss       | SEC          | Nickel back para los Pittsburgh Steelers                                |
| C. J. Ham            | FB   | Minnesota Vikings    | Augustana      | NSIC         | FB titular de los Minnesota Vikings                                     |
| Ken Crawley          | CB   | New Orleans Saints   | Colorado       | Pac-12       | CB titular de los New Orleans Saints                                    |
| Andrew Adams         | S    | New York Giants      | UConn          | The American | DB regular de los New York Giants                                       |
| Robby Anderson       | WR   | New York Jets        | Temple         | The American | Tuvo 42 recepciones para 587 yardas y 2 anotaciones en 2016             |
| Jalen Richard        | RB   | Oakland Raiders      | Southern Miss  | C-USA        | Corrió 75 yardas y anotó en su primer acarreo                           |
| Peyton Barber        | RB   | Tampa Bay Buccaneers | Auburn         | SEC          | 15 juegos - 1 inicio, 223 yardas en 55 intentos y 1 TD                  |
| Alan Cross           | FB   | Tampa Bay Buccaneers | Memphis        | The American | FB titular de los Tampa Bay Buccaneers                                  |
| Maurice Harris       | WR   | Washington Redskins  | California     | Pac-12       | Anotó con una recepción a una mano contra los Minnesota Vikings en 2017 |
| Trevor Williams      | CB   | San Diego Chargers   | Penn State     | Big Ten      | CB titular de los San Diego Chargers en 2017                            |
| Robert Kelley        | RB   | Washington Redskins  | Tulane         | The American | 704 yardas, 6 TD en 2016                                                |